# Tornade (bière)
Pour les articles homonymes, voir Tornade (homonymie).
La Tornade était une boisson alcoolisée de malt distribuée par la société Molson vers la fin des années 1990 et le début des années 2000 au Canada. Cette boisson avait été lancée pour rivaliser avec une autre boisson du même genre distribuée par la société Labatt. 

## Historique
En mai 1998, la société Labatt annonce qu'elle lancera à l'été une bière à 6,1% d'alcool au goût de limonade qui portera le nom de Boomerang, Avec ce produit, Labatt s'était donné comme objectif d'attirer la clientèle féminine à consommer davantage de boisson alcoolisées. Molson rétorqua à ce moment qu'elle avait une boisson similaire du nom de Durango, mais que cette dernière se positionnait plus comme un cooler alcoolisé doté d'un pourcentage d'alcool plus faible que la Boomerang.
À la fin de l'été, Molson enregistre une baisse de son chiffre d'affaires. Cette diminution est due non seulement à l'arrivée de la Boomerang, mais également aux produits des microbrasseries. Labatt revendique alors son avance sur le marché, estimant que ses prévisions de vente ont été multipliées par dix et que 60 % des adultes québécois ont déjà goûté à la Boomerang.
Au mois de décembre 1998, Molson lance la Tornade Limonade pour concurrencer la Boomerang. Malgré l'avance de la Boomerang sur le marché, Danielle Trudeau, directrice des marques spécialisées et développement chez Molson, déclare alors que la confiance de sa marque ne semble pas ébranlée :

« La croissance du segment des limonades alcoolisées nous permet de croire que le goût savoureux et désaltérant de Tornade, combiné à son image dynamique, lui tailleront une place enviable sur le marché et en feront une boisson très prisée tout au long de l'année. »

— Danielle Trudeau, Le Soleil
Dans leur campagne publicitaire télévisée, ils utilisent la crise du verglas de janvier 1998 comme toile de fond. La publicité présente deux acteurs déguisés, l'un en ministre de la Sécurité publique et l'autre en André Caillé, président-directeur général d'Hydro-Québec. Les deux dressent un bilan de la crise et promettent que cela ne se reproduirait plus. Un journaliste leur demande alors : « Et, la Tornade? ». Les deux sont balayés par une tornade qui ravage tout sur son passage.  On annonce alors la sortie de la Tornade, qu'on présente alors comme une limonade alcoolisée.
En avril 1999, Labatt lance Bungee, une boisson de malt aromatisée à l'orange. Molson riposte le 28 juin 1999 en lançant sa nouvelle boisson Tornade Fruits sauvages à la saveur de canneberges et de mûres. Ils profitent aussi de l'occasion pour annoncer que leur Tornade Limonade est désormais disponible en format 1,18 L.
En avril 2000, Molson lance un nouveau produit dans sa gamme de boissons alcoolisées aromatisées, la Tornade Karumba à saveur tropicale, rejoignant ainsi la Tornade Limonade et la Tornade Fruits sauvages, déjà présentes sur le marché depuis quelque temps.
À l'été 2000, Molson lance un concours visant à augmenter les ventes de produits Tornade. Pour inciter les clients à acheter cette boisson dans les bars et restaurants participants, Molson met en place un système de billets à gratter : chaque achat de Tornade donne droit à un billet, susceptible de contenir une chance de remporter un voyage dans le Midwest américain pour participer à une expédition pour chasser des tornades avec des scientifiques spécialisés dans l'étude de ces phénomènes météorologiques.
En décembre 2000, Molson lance la Tornade Zequila, une boisson alcoolisée aromatisée à base de téquila et de lime, rejoignant la famille grandissante des produits Tornade. Quelques mois plus tard, en mai 2001, la Tornade Sangrila à la saveur de sangria est également lancée.
En novembre 2001, la popularité de la Tornade se confirme lorsqu'elle est sacrée numéro 1 dans le segment des alcools à base de malt au Québec. Molson profite de cette reconnaissance pour lancer une série de promotions autour de la marque à l'approche du temps des Fêtes. Ils proposent notamment 11 recettes de punch à base des différentes saveurs de Tornade disponibles sur le marché. 
Pour les promouvoir, Molson crée des « capsules-recettes » diffusées sur les chaînes de télévision TQS, Canal Z et MusiquePlus. Chaque station a sa propre capsule, parodiant une émission diffusée sur leur antenne. Les recettes sont également mises à disposition sur un site Internet créé spécialement pour l'occasion.
Au mois de juin 2002, Molson lance la Tornade Long Island Iced Tea, à saveur de thé glacé au citron. Au même moment, une campagne publicitaire mettant en vedette une grand-mère barmaid, est lancée.
En 2003, Molson annonce qu'ils poursuivent la vente de Tornade, mais qu'ils ne développeront aucune nouvelle saveur. À la place, ils décident de lancer deux nouvelles bières: une brésilienne, A Marca Bavaria et une version légère de leur Molson Ex.